# 孙建科
孙建科（1962年—），山西应县人，汉族，中华人民共和国政治人物、第十一届全国人民代表大会河南地区代表。
毕业于太原重型机械学院铸造专业，是中共党员。担任乐普医疗董事长。2008年起担任全国人大代表。